# James E. Scripps
James E. Scripps (Londra, 1835 – 1906) è stato un giornalista britannico.

## Gli inizi
Scripps nacque nel 1835 a Londra da James Mogg Scripps ed Ellen Mary Saunders. Suo padre era un rilegatore di libri che si trasferì negli Stati Uniti d'America nel 1844 con sei fiogli, orfani della madre. Egli crebbe in una fattoria di Rushville, nell'Illinois.

## Carriera

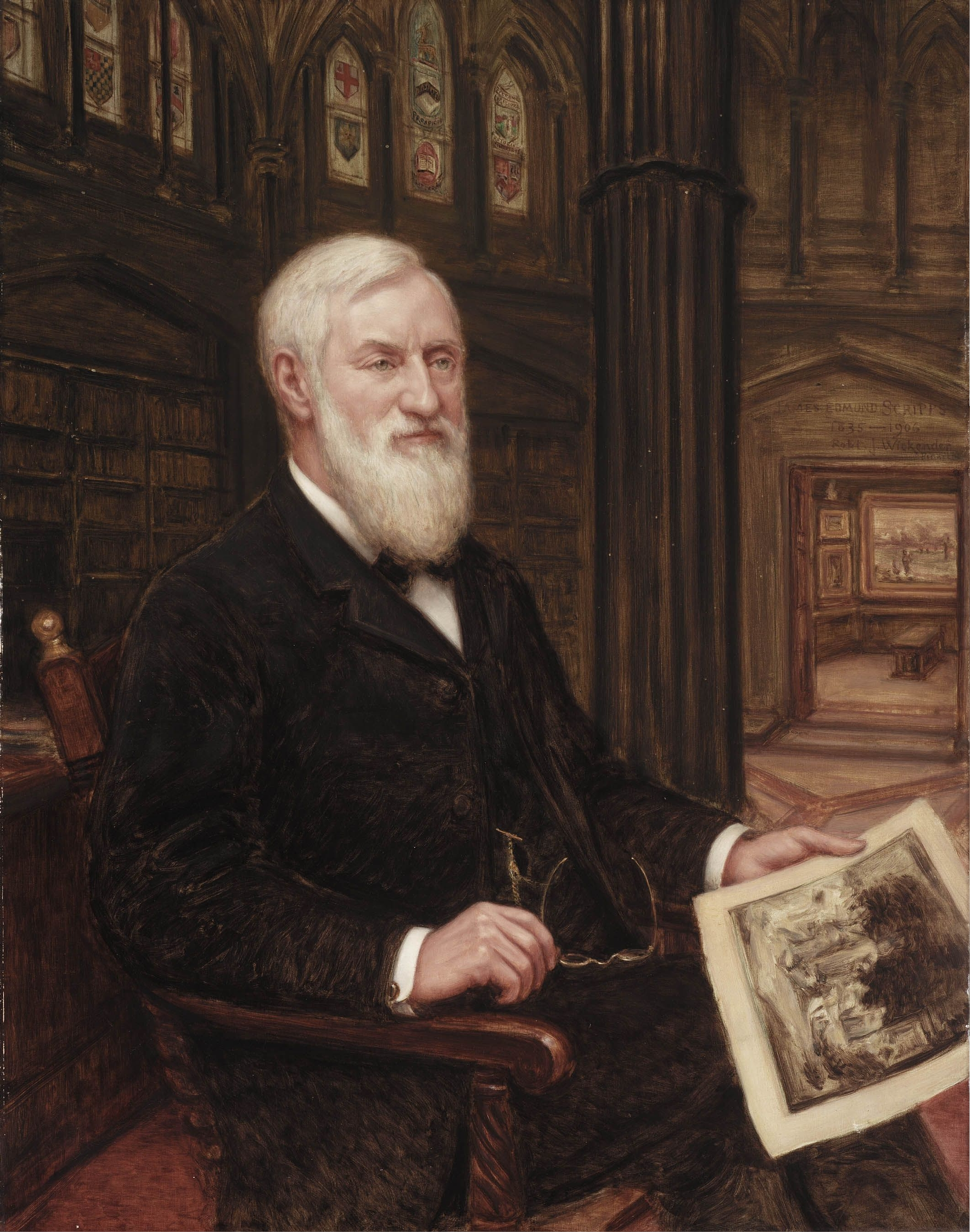
Ritratto di James E. Scripps, 1907

Scripps s'impiegò presso il Chicago Tribune nel 1857, ma si spostò a Detroit nel 1859. Nel 1862 era diventato dirigente del Detroit Tribune e più tardi divenne dirigente e socio del Detroit Daily Advertiser.
Quando i locali dellAdvertiser bruciarono nel 1873, Scripps incassò i $20 000 dell'assicurazione e con questi iniziò la pubblicazione di un suo giornale. Scripps decise di sfruttare la crescita dei lettori della classe operaia lanciando un giornale, il The Evening News (successivamente, The Detroit News). Mettendo in pratica un'idea nuova per quei tempi, egli riempì il giornale di inserzioni gratuite e istruì i suoi giornalisti a scrivere il giornale "come parla la gente". I suoi concorrenti chiamarono il  News "un nulla a basso prezzo" ed etichettò i suoi giornalisti come "pirati", ma gli abitanti di Detroit lo apprezzavano molto.
Scripps più tardi ebbe interessi nella E. W. Scripps Company con il fratellastro più giovane, E. W. Scripps, ed essi controllavano giornali pubblicati a Cleveland, St. Louis, Cincinnati e Chicago.
Dopo un lungo viaggio in Europa per acquisizioni, Scripps aiutò notevolmente la fondazione del Detroit Museum of Art (successivamente divenuto il Detroit Institute of Arts), presentandolo nel 1889 con una collezione di antichi maestri come la Madonna col Bambino di Cima da Conegliano, costato $75 000 (in dollari del 1889), tra le prime e più importanti acquisizioni dei primi dipinti per tutti i musei americani. Un  catalogo della collezione (PDF). fu pubblicato nel 1889 ed è stato digitalizzato dal Research Library & Archives del Detroit Institute of Arts.
Nel 1900, Scripps scrisse una lettera per la capsula del tempo del Detroit Century Box.

## Vita privata
La sorella di Scripps e sua partner per una volta, Ellen Browning Scripps, fu fondamentale nell'aiutare il loro fratello più giovane E. W. Scripps nell'industria dei giornali, fondando il gruppo E.W. Scripps Company nel campo del giornalismo. Più tardi lei divenne la fondatrice e donatrice dello Scripps Institute of Oceanography sito a La Jolla, California, e fu la fondatrice dello Scripps College, sito a Claremont.
La sorella minore di Scripps, Ellen Warren Scripps (1863–1948), sposò George Gough Booth, che divenne poi editore della Evening News Association e fondò indipendentemente la catena del Michigan MLive Media Group (acquistata nel 1976 da Advance Publications di S.I. Newhouse). Insieme, George e Nellie fondarono anche la Cranbrook Educational Community in Bloomfield Hills, nello Stato del Michigan.

## Decesso
Scripps morì nel 1906 ed è sepolto nel Woodmere Cemetery a Detroit.

## Libri
- Five Months Abroad (1881)
- Memorials of the Scripps Family (1891)
- A Genealogical History of the Scripps Family and its Various Alliances (Detroit: stampato in privato, 1903)
- numerosi pamphlet